# Classe Heneral Emilio Aguinaldo
I pattugliatori filippini classe Heneral Emilio Aguinaldo sono stati costruiti presso il cantiere navale di Cavite, con l'assistenza giapponese. Caratterizzati dai lunghi tempi di realizzazione non hanno dato buona prova, e ne sono stati costruiti due esemplari, mentre un terzo non fu mai completato. A causa delle cattive condizioni degli scafi entrambe le unità sono state radiate nel 2016.

## Storia
Le tre unità da 280 t.p.c. classe Heneral Emilio Aguinaldo furono derivate dalla più piccole navi da pattuglia classe Kagitingan costruita in Germania. Costruite a Fort San Felipe, presso la base navale di Cavite, la prima unità BRP Heneral Emilio Aguinaldo (PG-140) fu impostata nel 1983, ed entrò in servizio nel 1990. I piani di costruzione originali prevedevano la costruzione di 6 unità della classe, ma ne vennero completate solo due, mentre una terza venne varata, ma mai completata.

## Descrizione tecnica
Lo scafo era progettato e costruito in Giappone, mentre le sovrastrutture erano quelle adottate per la precedente classe Kagitingan e furono installate presso il cantiere navale di Cavite. Il disegno della classe non fu considerato particolarmente riuscito, in quanto giudicato sovraccaricato e sottodimensionato e, a causa di questo non furono realizzate tutte le unità inizialmente previste. Le unità entrarono in servizio con armamento basato su due cannoni Bofors Mk.3 cal. 40/60 mm, in impianti singoli, uno a prua e uno a poppa, due cannoni antiaerei Oerlikon da 20/70 mm in impianti singoli e quattro mitragliatrici per uso generale da 12,7 mm. L’armamento potenziato, basato su un cannone OTO-Melara Compatto da 76/62 mm, e missili superficie-superficie, non si concretizzò mai.  La propulsione era affidata a quattro motori diesel GM Detroit Diesel 12V92 TA con una potenza combinata di circa 2 800 CV (2 100 kW) azionanti quattro eliche. I motori principali potevano far raggiungere alle unità della classe una velocità massima di circa 25 nodi (46 km/h). L’autonomia era pari a 1 100 miglia nautiche (2 040 km) alla velocità di 18 nodi (33 km/h).

## Impiego operativo
Le unità di questa classe ebbero un tempo di allestimento molto lungo, in quanto gran parte della dotazione elettronica e dell’armamento doveva essere importata, e si ebbero grandi difficoltà a reperire i fondi per acquistare gli equipaggiamenti. Una terza nave, rimasta senza nome ma che ricevette la sigla PG-142, fu impostata nel 1994 e varata nel 2000 presso il cantiere di Cavite, ma non venne mai stata completata.
Le due navi completate vennero radiate nella prima metà 2016, in quanto si era scoperto che lo scafo si trovava in cattive condizioni, e si era deteriorato molto più rapidamente del previsto.

## Navi della classe
| Nome                            | Arsenale        | Impostazione    | Varo           | Servizio         | Storia                  | Fine |
| ------------------------------- | --------------- | --------------- | -------------- | ---------------- | ----------------------- | ---- |
| PG-140 Heneral Emilio Aguinaldo | Cavite Naval SY | 1983            | 23 giugno 1984 | 21 novembre 1990 | radiatata 2016          |      |
| PG-141 Antonio Luna             | Cavite Naval SY | 2 dicembre 1990 | 23 giugno 1992 | 1999             | radiata l’8 aprile 2016 |      |
| PG-142                          | Cavite Naval SY | 1994            | 2000           |                  | mai completata.         |      |

### Fonti
1. 1 2 3 4 5 6 7  Hazegray World Navies Today World Navies Today.
2. ↑  DLSU NROTC Website Naming and Code Designation of PN Ships Archiviato il 28 settembre 2011 in Internet Archive.
3. ↑  Harpoon Database PG 140 Emilio Aguinaldo Archiviato il 2 ottobre 2011 in Internet Archive.
4. 1 2  Globalsecurity.
5. 1 2 3 4 5 6 7 8  Wertheim 2007, p. 552.
6. 1 2  Da Frè 2018, p. 45.
7. ↑  Opus224's Unofficial Philippine Defense Page Philippine Naval Force Recognition Guide Archiviato l'11 giugno 2010 in Internet Archive..
8. ↑   The Philippine Fleet bids farewell to two of its mighty ships, su facebook.com, 13 aprile 2016. URL consultato il 13 aprile 2016.
9. ↑   UNANNOUNCED AND UPCOMING SHIP RETIREMENTS WITH THE PHILIPPINE NAVY - BRP ILOILO, BRP HENERAL EMILIO AGUINALDO AND BRP RAJAH HUMABON, su maxdefense.blogspot.com.au, MaxDefense Philippines, 19 giugno 2017. URL consultato il 3 febbraio 2018.

### Pubblicazioni
- Giuliano Da Frè, La marina filippina e il suo ammodernamento, in Rivista Italiana Difesa (RID), n. 2, Chiavari, Giornalistica Riviera Soc. Coop., febbraio 2018,  pp. 41-47.